# Девесилица
Девисилица е село в Южна България. То се намира в община Крумовград, област Кърджали.

## География
Село Девесилица се намира в планински район в Южна България, в масива на Източните Родопи. Разположено е на равнинен хребет на около четири километра от държавната граница с Гърция. Селцето е малко, но с много забележителна природа и чист въздух.

## Население
Численост и дял на етническите групи според преброяването на населението през 2011 г.:
|                     | Численост | Дял (в %) |
| Общо                | 81        | 100,00    |
| Българи             | 9         | 11,11     |
| Турци               | 0         | 0,00      |
| Цигани              | 0         | 0,00      |
| Други               | 0         | 0,00      |
| Не се самоопределят | 0         | 0,00      |
| Неотговорили        | 72        | 88,88     |

## Религии
Християнство.